# Pfaffenhofen (Badenia-Wirtembergia)
Pfaffenhofen (MAF: /p͡fafn̩ˈhoːfn̩/, posłuchajⓘ) – miejscowość i gmina w Niemczech, w kraju związkowym Badenia-Wirtembergia, w rejencji Stuttgart, w regionie Heilbronn-Franken, w powiecie Heilbronn, wchodzi w skład związku gmin Oberes Zabergäu. Leży w Zabergäu, nad rzeką Zaber, ok. 20 km na południowy zachód od Heilbronn.

## Demografia
- 1970: 1 853
- 1980: 1 914
- 1990: 2 161
- 2000: 2 342
- 2005: 2 349